# حياة اصطناعية

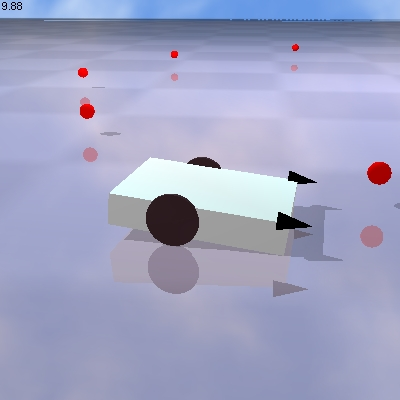

الحياة الاصطناعية أحد حقول العلم الممتزجة بالفن يبحث في الأنظمة المرتبطة بالحياة، وعملياتها وتطورها من خلال المحاكاة باستخدام نماذج حاسوبية، أو روبوتات، والكيمياء الحيوية
 (تدعى بالترتيب بالمقاربات «البرمجية» soft، «العتادية» hard، و«إحياء رطب» wet alife
). الحياة الاصطناعية تشابه علم الأحياء وتفارقه فهي تحاول ان تعيد خلق الظاهرة البيولوجية بدل محاولة عزلها. لكن انتشار وسيطرة مقاربات الحياة البرمجية تطغى على الأخرى مما جعل مفهوم «الحياة الاصطناعية» يشير بشكل كبير لهذا النوع من الطرق.

## نظرة عامة
يبحث مجال الحياة الاصطناعية عن مبادئ النظم الحية بتطويرها في بيئات مصطنعة، وذلك لهدف دراسة الظواهر المرتبطة بالنظم الحية من أجل التوصل إلى فهم دقيق لكيفية المعالجة المعلوماتية المعقدة التي تقوم عليها مثل هذه الأنظمة.
يشمل علم الحياة الاصطناعية أيضا دراسة النظم القائمة على العملاء والخصائص الناشئة من اجتماع وتفاعل تلك العملاء.
على الرغم من أن الحياة الاصطناعية بالتعريف هي حية، إلا أن تلك الحياة غالبا ما تقتصر على البيئة والوجود الرقميين.

## التاريخ
يرجع تاريخ الحياة الاصطناعية إلى القرن الأول عندما وصف لإسكندريون النّماذج المتحرّكة للحيوانات والنّاس، باستخدام علم خصائص الهواء والهيدروليكا.
بداية من العصور الوسطى، أدت التّطوّرات التّكنولوجيّة في الزّنبرك إلى آلات معقدة أثارت الإعجاب بخواصّها الحيّة.
في القرن الـ20، سمحت التّطوّرات التّكنولوجيّة في الحوسبة للعلماء أن يحاولوا تخليق جوانب مختلفة لخواصّ الكائنات الحيّة عن طريق محاكاتها.أصبح مجال الحياة الصّناعيّة متعرّفا تحت ذلك الاسم من خلال ورشة عمل منظّمة من قبل كريس لانجتون في لوس ألاموس في عام 1987، حيث ضمت الورشة فيزيائيّين وعلماء الكمبيوتر ومنظّرو التّعقيد وعلماء بيولوجيّون باهتمام مشترك في محاولة فهم المبادئ المجرّدة خلف خواصّ الحياة الّتي قد تسبّب ليس فقط الحياة على أساس الكربون كما نعرفها على هذا الكوكب، لكنّ أيضا كائنات ممكنة أخرى في مكان آخر في الكون متضمّنًا كائنات مستقبلية محتملة مخلقة بشكل صناعي.

## الفلسفة
تختلف نمذجة الحياة الاصطناعية عن النمذجة التقليدية، حيث تدرس ليس فقط الحياة كما نعرفها، لكنّ أيضًا الحياة كما قد تكون.
ففي حين تركز النماذج التقليدية للحياة البيولوجية على حصر أهم العوامل الناتجة لتلك الحياة، تبحث نماذج الحياة الاصطناعية عن المبادئ العامة والبسيطة التي تقوم عليها الحياة، ومن ثم محاكاتها مما ينتج عنه تحليل نظم حية جديدة ومختلفة.
في الوقت الحالي التّعريف المقبول عادة للحياة لا يضم أيّ محاكاة باعتبارها حية، ولا تمثل أي جزء من العملية التطورية لأي نظام بيئي.على الرغم من ذلك هناك آراء مختلفة عن إمكانيات الحياة الاصطناعية:
- الحياة الاصطناعية القوية: تنص على أن الحياة عملية يمكن تجريدها عن أي وسط معين، وبالتالي يمكن تخليق حياة من وسط يختلف عن الوسط التقليدي البيولوجي.
- الحياة الاصطناعية الضعيفة: تنص على عدم إمكانية توليد “عملية حية” بعيدا عن المحاليل الكيميائية، وبالتالي يجب البحث في محاولة محاكاة العمليات الحيوية لفهم الميكانيكية التي تقوم عليها الظاهرة البيولوجية.